# باشرانی
باشَرانی یا باشرونی، یکی از طوایف بزرگ ایل بویراحمد است . طایفه باشرانی مرکز آنان در روستای گردوه و بقیه نیز در روستاهای گردوه، دمچنار ، کاکان، ده پاگه، تل گر، بطاری، امیرآباد سی سخت،جوزار، آرو گچساران، لردگان، لیراب و شهر یاسوج و دهدشت سکونت دارند. گردوه، روستایی از توابع بخش کبگیان شهرستان بویراحمد در استان کهگیلویه و بویراحمد ایران است. مردم این روستا از طایفه بزرگ عباسی(باشرونی ها) هستند. جمعیت این ایل بزرگ بیش از 10000نفر میباشد 

## زبان
زبان طایفه بزرگ باشرونی  بویراحمدی جنوبی میباشد 